# Багіра (пантера)
Багіра (англ. Bagheera; гінді बघीरा; урду بگیڑہ Baghīrā/Bagīdah) — персонаж «Книги джунглів» та «Другої книги джунглів» Редьярда Кіплінга. За книгою Кіплінга Багіра — самець.

## Ім'я
Згідно з автором, Багіра — це «леопард» (гінді बघीरा), зменшене від Bagh (बाघ), тигр. Однак французький археолог Жан Перро стверджує, що у випадку цього імені (подібно до Балу і Каа) Кіплінга надихнув давньоєгипетський трактат «Бесіда зневіреного зі своїм духом».

## Опис
Багіра народився в неволі у звіринці раджі в Удайпурі. Після смерті матері почав сумувати за свободою, а коли досить підріс і став сильним, то зміг зламати замок клітки й втекти до джунглів. Все це Багіра одного разу розповідає Мауглі, і показує на шиї під підборіддям безшерсте місце — слід від нашийника, і ніхто, крім нього, не знає, що він колись був прикутий ланцюгом.
В джунглях завдяки своїй хитрості та спритності завоював повагу всіх звірів, крім тигра Шерхана. За словами Багіри — він гірше за Шерхана, тому що знає людські звичаї. Оскільки Багіра виріс серед людей, у нього є розуміння того, що людина — цар звірів, тому Багіра першим з мешканців джунглів визнає Мауглі. Як і інші звірі, він не може витримати погляду Мауглі, але розуміє чому: Мауглі розумний, він людина.
За книгою Кіплінга Багіра — самець, але в класичних російському і польському перекладах «Мауглі», а також в радянському мультфільмі «Мауглі», Багіра — жіночого роду. Багіра-жінка дуже елегантна, витончена, насмішлива, гарна. Багіра — втілення жіночої краси, гармонії, характеру, душі джунглів.